# Комсомольский парк (Пятигорск)
Комсомо́льский па́рк расположен в северо-восточной части города Пятигорска в административном районе «Белая Ромашка», ограничен улицами Орджоникидзе и Панагюриште. Кадастровый номер участка 26:33:13 03 02:0002, разрешённое использование (назначение) — для туристско-рекреационной деятельности. Парк отнесён ко второму поясу зоны санитарной охраны.

## История зарождения
Начало застройки нового жилого массива относится к 1959 году, когда на обширном пустом пространстве был заложен микрорайон № 1 или «Пятигорские Черемушки», как его первоначально называли жители и журналисты. Вскоре один за другим здесь появились микрорайоны № 2 и № 3. Весь жилой массив стал называться «Белая Ромашка».
Идея закладки парка на Белой Ромашке появилась сорок пять лет назад, в 1966 году, когда за трамвайной линей в этом районе города под парк был отведён обширный участок пустующей земли (бывшее картофельное поле). Создание здесь парковой зоны было очень необходимо: вблизи новостроек не было ни сквера, ни сада, где бы дети и взрослые могли отдохнуть в тени деревьев. В 1968 году в южной части участка студенческая молодёжь и жители Белой Ромашки высадили саженцы деревьев, а 25 октября того же года здесь был открыт памятник «Первым комсомольцам Пятигорска».
Его автор — известный в то время на Кавказских Минеральных Водах самодеятельный скульптор Г. М. Минкин (1909—1985). В молодости, увлёкшись авиацией, он стал лётчиком, но одновременно его увлекала и резьба по дереву. Г. М. Минкин — участник ВОВ. Выйдя в отставку, в 1956 он поселился в Пятигорске, в доме на углу Лермонтовской и Соборной улиц. (Не сохранился. С 1974 года в нём размещался Штаб и музей Боевой Славы Поста № 1 у Вечного огня Славы). С 1958 года и до выхода на пенсию бывший лётчик работал в профессионально — техническом училище № 2, а затем здесь же вёл большую общественную работы. Он продолжал заниматься любимым делом скульптурой и резьбой. Его работы, выполненные из дерева, хранятся в некоторых музеях КМВ. М. Г. Минкин был одним из тех, кто прививал молодёжи патриотизм не на словах, а на деле. Вместе с учащимися ПТУ — 2 он реставрировал обелиск на вершине горы Машук, собственноручно восстановив утраченный барельеф. Его памятники, посвящённые событиям ВОВ, находятся на перевалах Кавказа, в городе Кизляре, станице Наурской и др. Так же как и остальные, монумент «Первым комсомольцам Пятигорска» Минкин создавал с помощью учащихся ПТУ — 2. Выполнен он из бетона.
На фотографии, запечатлевшей открытие памятника видны и первые деревья, высаженные рядом с ним.
Новый городской парк получил название «Комсомольский» в честь 50-летия ВЛКСМ, которое широко отмечалось в стране в 1968 году. Его территория постепенно засаживалась деревьями и кустарниками городской организацией «Горзеленстрой», задачей которой являлось благоустройство и озеленение города.
В том же 1968 году на Белой Ромашке был заложен новый, четвёртый по счёту, микрорайон, под который отвели значительную площадь парка. Автор проекта: архитектор пятигорского отделения института «Ставрополь гражданпроект» Л. А. Божукова.

## История развития
По проекту между микрорайоном и парком формировалась широкая и прямая улица, а в южной оконечности Комсомольского парка появился ещё один памятный знак, гранитный камень с надписью: «Улица названа именем города — побратима Панагюриште Пазарджикского округа Народной Республики Болгарии. 1972» Проект памятного знака разработан главным художником города В. В. Марковым. Территорию вокруг него благоустроили и озеленили.
Парк продолжал благоустраиваться, в нём распланировали новые аллеи. Учащиеся близлежащих школ ухаживали за посадками. В 1974 году в западной части Комсомольского парка появился кинотеатр, задумывался как широкоэкранный стереофонический, на 600 мест. Предполагалось, что, помимо зрительного зала, здесь будут устроены фойе, выставочный зал, а в летнее время зрители в ожидании начала сеанса, смогут отдохнуть в летнем фойе — зелёном дворике с бассейном. При наружной отделке здания намечалось широко использовать цветную штукатурку, росписи, а внутреннее помещение отделать современными материалами. По замыслу архитектора этот культурно — досуговый центр микрорайона должен был носить знаковое название — «Ромашка». Однако в проект были внесены коррективы. Вместимость зала сократилась на половину, а сам кинотеатр назвали в духе того времени: по — болгарски — «Другар», так как побратимские связи между Пятигорском и Панагюриште продолжались.
Ещё один, уже «зелёный», памятник появился в Комсомольском парке в середине 80-х, это Аллея Славы, протянувшаяся через Комсомольский парк с востока на запад, от школы — новостройки № 4 до трамвайной остановки и площади с фонтаном перед торговым центром «Подкова». Аллея была обсажена голубыми елями, строгий и торжественный облик которых подчёркивал идеологический смысл её наименования. В центре Аллеи Славы 10 мая 1985 года торжественно открыли Мемориальный комплекс Славы, автор проекта: главный художник В. В. Марков.
На стелах из красного гранита бронзовыми буквами были обозначены имена пятигорчан — Героев Советского Союза и полных кавалеров Ордена Солдатской Славы. Стройка Мемориала была объявлена народной. Украшение Мемориала пять орудийных стволов — заслуга ветерана ВОВ, полковника в отставке Е. М. Белавенцева, которому, чтобы добыть орудия, пришлось объехать несколько городов и использовать старые армейские связи.
5 ноября 1985 года в Мемориальном комплексе Славы открылся филиал Пятигорского краеведческого музея с экспозицией «Пятигорчане в Великой Отечественной войне». Он проработал несколько лет и закрылся по техническим причинам: в спешке строители забыли устроить вентиляцию, к тому же вовремя ливней вода просачивалась под фундамент и затапливала помещение. В начале 90-х годов из-за отсутствия надзора все металлические буквы на стелах были украдены, что вызвало справедливый гнев горожан. Мемориал восстановлен в 2010 году, теперь имена героев высечены на камне, а в помещении открыта новая экспозиция, подготовленная сотрудниками муниципального учреждения дополнительного образования «Центр военно-патриотического воспитания молодёжи города Пятигорска». В процессе реставрации Аллее Славы был нанесён значительный урон: её верхняя часть была полностью вырублена и засажена деревьями других пород, что повлекло за собой нарушение смысловой нагрузки Аллеи Славы.
В 80-е годы в северной части Комсомольского парка открылась небольшая детская площадка с аттракционами — филиал парка культуры и отдыха имени С. М. Кирова. Это важное нововведение было очень необходимо: дети, живущие в самом густонаселённом микрорайоне Пятигорска, получили возможность отдыхать и развлекаться по месту жительства. Закрылись аттракционы в начале 90-х годов.
В 1999 году в Комсомольском парке открылся ещё один монумент. Он был установлен 26 апреля, спустя 13 лет после взрыва на Чернобыльской АЭС и посвящён героям-ликвидаторам. 250 пятигорчан приняло участие в ликвидации взрыва. К моменту открытия памятника шестнадцати из них уже не было в живых. Им посвящена эпитафия на белоснежном камне: «Помянем тех, кого нет с нами, и будем думать о живых». Спустя 20 лет после трагедии рядом с первым памятником появились траурные стелы, на которых увековечены имена участников ликвидации аварии. Они открылись 26 апреля 2006 года.
В 90-е годы из-за отсутствия ухода парк постепенно приходил в запустение, хотя по-прежнему посещался местными жителями. Кинотеатр «Другар» закрылся, одно время в нём работало кафе. Вновь заработал кинотеатр под старым названием, после ремонта в конце 2010 года.
В 2004 году появилась идея реконструкции парка: застроить его кафе, шашлычными, магазинами. Это могло повлечь за собой уничтожение зелёной зоны микрорайона «Белая Ромашка». В защиту Комсомольского парка жители Пятигорска выступают до сих пор.

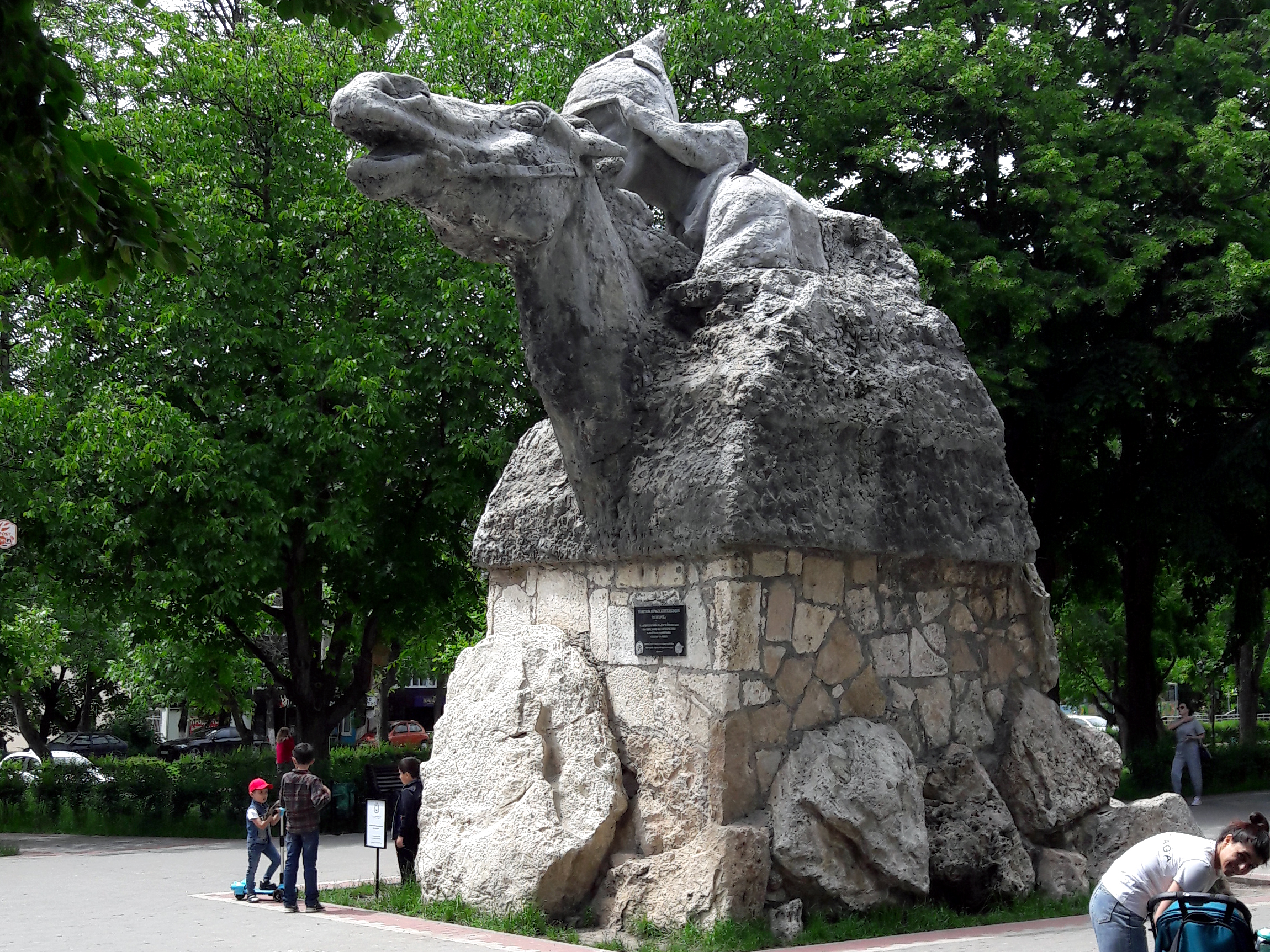
Памятник первым комсомольцам Пятигорска

## Достопримечательности и объекты на территории парка
- Памятник Первым комсомольцам Пятигорска[2]
- Аллея Славы
- Мемориал воинской Славы героев Великой Отечественной войны
- Капсула с посланием будущим поколениям молодёжи (дата вскрытия назначена на 25 ноября 2039 г.)
- Детские игровые площадки (2)
- Кинотеатр «Другар»
- Теннисный корт
- Ларёк-стакан «Popcorn»
- Торговый центр «Вершина» (Опт-торг)

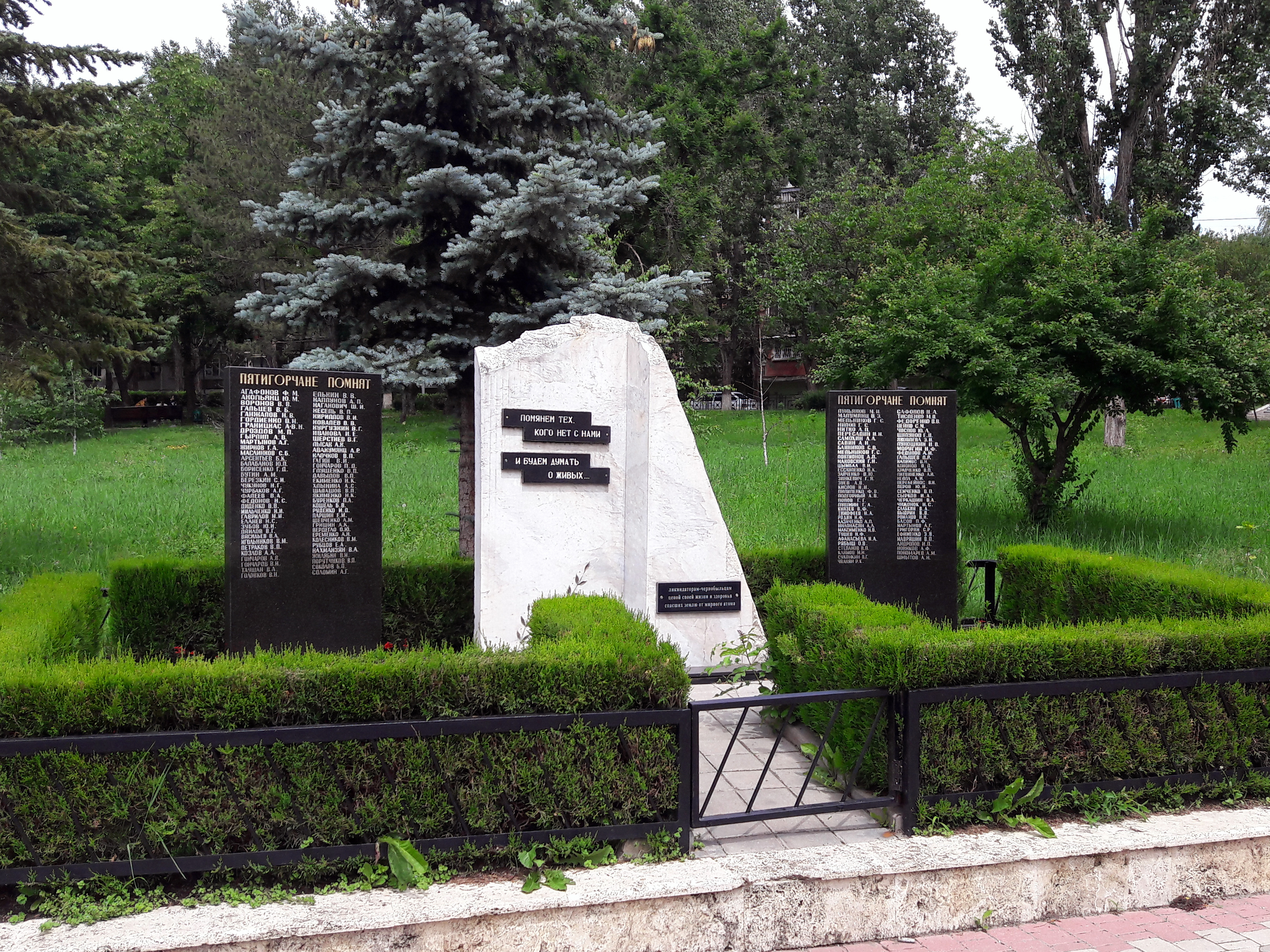
Монумент ликвидаторам аварии на Чернобыльской АЭС

### Монумент ликвидаторам аварии на Чернобыльской АЭС
Монумент ликвидаторам аварии на Чернобыльской АЭС расположен в северной части территории Комсомольского парка города Пятигорска. Установлен 26 апреля 1999 года, спустя 13 лет после взрыва на Чернобыльской АЭС и посвящён героям-ликвидаторам. 250 пятигорчан приняло участие в ликвидации взрыва. К моменту открытия памятника шестнадцати из них уже не было в живых. Им посвящена эпитафия на белоснежном камне: «Помянем тех, кого нет с нами, и будем думать о живых…».
Спустя 20 лет после трагедии, 26 апреля 2006 года, рядом с первым памятником появились 2 траурные стелы, на которых увековечены имена участников ликвидации аварии.